# Edyta Górniak
Edyta Anna Górniak AFI /ɛˈdɨta ˈɡurɲak/ (nascuda el 14 de novembre de 1972 a Ziębice) és una cantant polonesa, compositora, cantautora, productora,directora, actriu musical i personalitat televisiva. Membre de l'Acadèmia Fonogràfica ZPAVi de l'Associació d'Artistes i Intèrprets d'Obres Musicals i Cantades SAWP. Ciutadana honorària de Ziębicei ambaixadora honorària de la ciutat polonesa d'Opole

## Biografia
Prové d'una família polonesa-gitana. És filla de Grażyny Górniak-Jasik i Jana Górniaka (1951–5 de juny de 2006), que va tocar la guitarra a l'equip de Don Vasyl. El seu pare va abandonar la família quan Górniak tenia cinc anys.
Després d'acabar l'escola primària es va matricular en Horticultura Tècnica a Prószkówi més tard en Jardineria i Apicultura Tècnica a Kluczbork. Va interrompre els seus estudis al tercer curs, a causa de les seves actuacions al musical Metro.
Va debutar com a actriu musical a l'escenari del Teatre Dramàtic de Varsòvia al musical Metro, representada al teatre Studio Buffo de Varsòvia i a Broadway.
En 1994 va ser escollida per la Telewizja Polska com a primer representant polonès en el Festival de la Cançó d'Eurovisió, amb la cançó „To nie ja!”; va ocupar el segon lloc en la final de la 39a edició, i va aconseguir la puntuació més alta de la història dels debutants polonesos a l'espectacle, i una de les millors entre les cadenes de televisió debutants en la competició.
Després d'haver participat a Eurovisió, va publicar el seu primer àlbum d'estudi titulat Dotyk, que va aparèixer el 1995 en una edició multiplatí de mig milió de còpies. El 1997, va començar la seva carrera internacional, va publicar el seu segon àlbum d'estudi i el primer idioma anglès, Edyta Górniak, del qual es van vendre més de 500.000 còpies. còpies arreu del món. L'àlbum va guanyar l'estatus de platí a Polònia i va aparèixer a les llistes europees de vendes: a Noruega (13è lloc), Suècia (18è), Finlàndia (22è) i Suïssa (40è). Gràcies al single One & One, va estar a la llista de la revista European Radio Top 50 "Music & Media" (situada al 28è lloc). Fou la primera cantant polonesa a aconseguir-ho.
En 1999, va llançar un àlbum de concerts titulat Live'99, on documentava la seva primera gira de concerts per Polònia. El 2002, es va publicar el tercer àlbum d'estudi de la cantant Perła, que consistia en dos discs: el primer va ser llançat exclusivament per al mercat polonès, mentre que el segon es va estrenar internacionalment amb el títol Invisible. El senzill que promocionava l'àlbum, Impossible, va aparèixer a les llistes d'Alemanya, Suïssa, Àustria i la República Txeca.
En 2004, Górniak va abandonar la seva carrera musical, la qual cosa s'atribueix als freqüents atacs dels paparazzi a la seva vida privada. El 27 de març del 2004 va donar a llum un fill anomenat Allan Karol,fruit de la seva relació amb el músic Dariusz Krupa, amb qui es va casar l'11 de novembre, de 2005. Ambdós es van divorciar el 24 de febrer del 2010.
Va tornar a l'escena pública el 2007 amb l'àlbum E·K·G, que va aconseguir l'estatus de disc de platí. Un any més tard, va llançar un àlbum nadalenc, Zakochaj się na Święta w kolędach, i el 2012 l'àlbum My.
Quinze vegades va ser nominada al premi musical Fryderyk de la indústria fonogràfica polonesa i dues vegades en va ser la guanyadora. El 1994 va rebre un Wiktory. També va guanyar el Premi Eska Music i fou nominada quatre vegades als Premis Viva Comet (el va guanyar el 2012). També va rebre nominacions per als premis Superjedynki i Telekamery. El 2010 va ser guardonada amb el Rossinyol d'Ambrei el 2015 amb el Carro d'Or i Platí Telekamera i va rebre la Medalla de bronze del mèrit cultural polonès "Gloria Artis"
Va ser jurat en els programes Jak oni śpiewają (2007–2009) i Hit Hit Hurra! (2017) i també jurat als programes Bitwa na głosy (2012), The Voice of Poland (2013–2015) i The Voice Kids (2018).

## Discografia
- 1995: Dotyk
- 1997: Edyta Górniak
- 1999: Live '99
- 2002: Perła
- 2003: Invisible
- 2004: Złota kolekcja: Dotyk
- 2006: Dyskografia
- 2007: EKG
- 2008: Zakochaj się na Święta w kolędach
- 2012: My

### Singles
- 1999: One & One
- 1997: When You Come Back To Me
- 1998: Anything
- 2005: Lunatique